# Dragon Con
Dragon Con (anterior Dragon*Con și uneori DragonCon) este o convenție din America de Nord, fondată în 1987, care are loc anual în weekendul Zilei Muncii, în Atlanta, Georgia. Din 2017, la convenție participă peste 80.000 de participanți, are sute de oaspeți, cinci hoteluri în cartierul Peachtree Center din centrul orașului Atlanta, lângă Centennial Olympic Park și organizează mii de ore de programare pentru fanii science fiction, fantasy, cărți de benzi desenate și alte elemente ale culturii fanilor. Convenția este organizată de o corporație privată cu scop lucrativ, cu ajutorul unui personal voluntar de 1.500 de membri. Dragon Con a găzduit Origins Game Fair din 1990 și North American Science Fiction Convention din 1995 (NASFiC).
Din 2016, la convenție se acordă Premiile Dragon create cu ocazia celei de-a 30-a aniversări a convenției Dragon Con pentru a „recunoaște excelența în toate lucrările science fiction și fantasy”. În 2018, 11.000 de alegători au votat.